# Amerikai vakondok
Az amerikai vakondok (Scalopini) az emlősök (Mammalia) osztályának Eulipotyphla rendjébe, ezen belül a vakondfélék (Talpidae) családjába tartozó nemzetség.

## Rendszerezés
A nemzetségbe az alábbi 4 nem és 6 élő faj tartozik:
- Parascalops True, 1894[1] – 1 faj
  - sörtés vakond (Parascalops breweri) (Bachman, 1842)[2]
- Scalopus É. Geoffroy, 1803 – 1 faj
  - csupaszfarkú vakond (Scalopus aquaticus) (Linnaeus, 1758)[3]
- Scapanulus Thomas, 1912  – 1 faj
  - kansu vakond (Scapanulus oweni) Thomas, 1912[4]
- Scapanus Pomel, 1848 – 3 élő faj